# Rakitowy Żleb

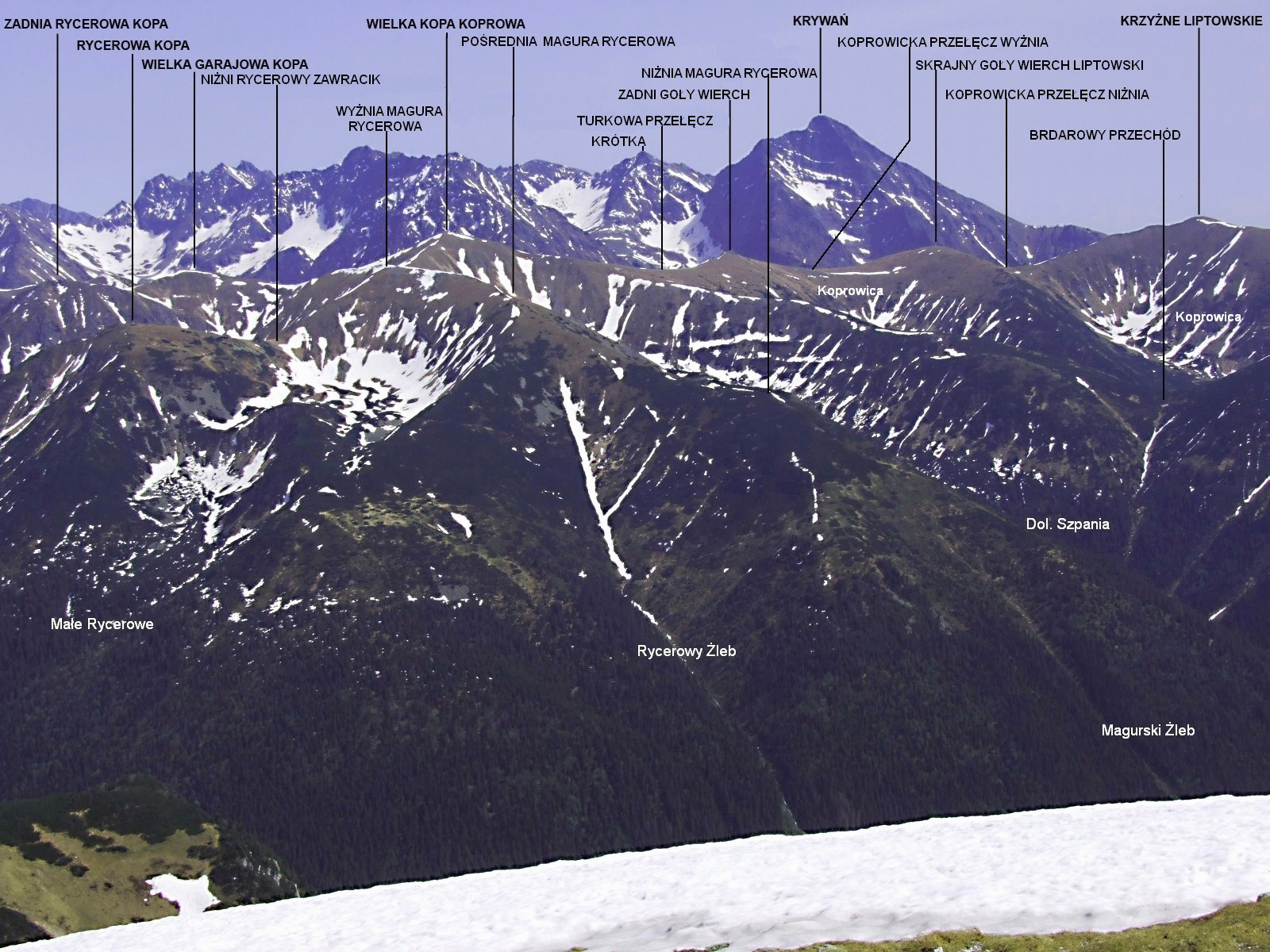
Widok z Małołączniaka

Rakitowy Żleb (słow. Rakitov žľab) – żleb w Liptowskich Kopach w słowackich Tatrach. Wcina się między ramiona Niżniej Magury Rycerowej. Opada w kierunku północno-zachodnim do dna Doliny Cichej. Uchodzi do niej prawie naprzeciwko wylotu Doliny Tomanowej Liptowskiej (nieco niżej). Dnem żlebu spływa potok Magurský jarok. Przekracza go mostem droga biegnąca dnem Doliny Cichej
Na polskiej mapie Polkartu Rakitowy Żleb jest opisany jako Magurski Żleb (Magurský žľab). Na słowackiej mapie turystycznej żleb ten nie jest zaznaczony, natomiast nazwą Magurský žľab opisany jest Rycerowy Żleb.  
Rakitowy Żleb jest całkowicie porośnięty lasem. Liptowskie Kopy są niedostępne turystycznie, od 1949 stanowią obszar ochrony ścisłej. Rakitowy Żleb jest dobrze widoczny od polskiej strony, z czerwonego szlaku biegnącego główną granią Tatr od Ciemniaka  na Kasprowy Wierch.

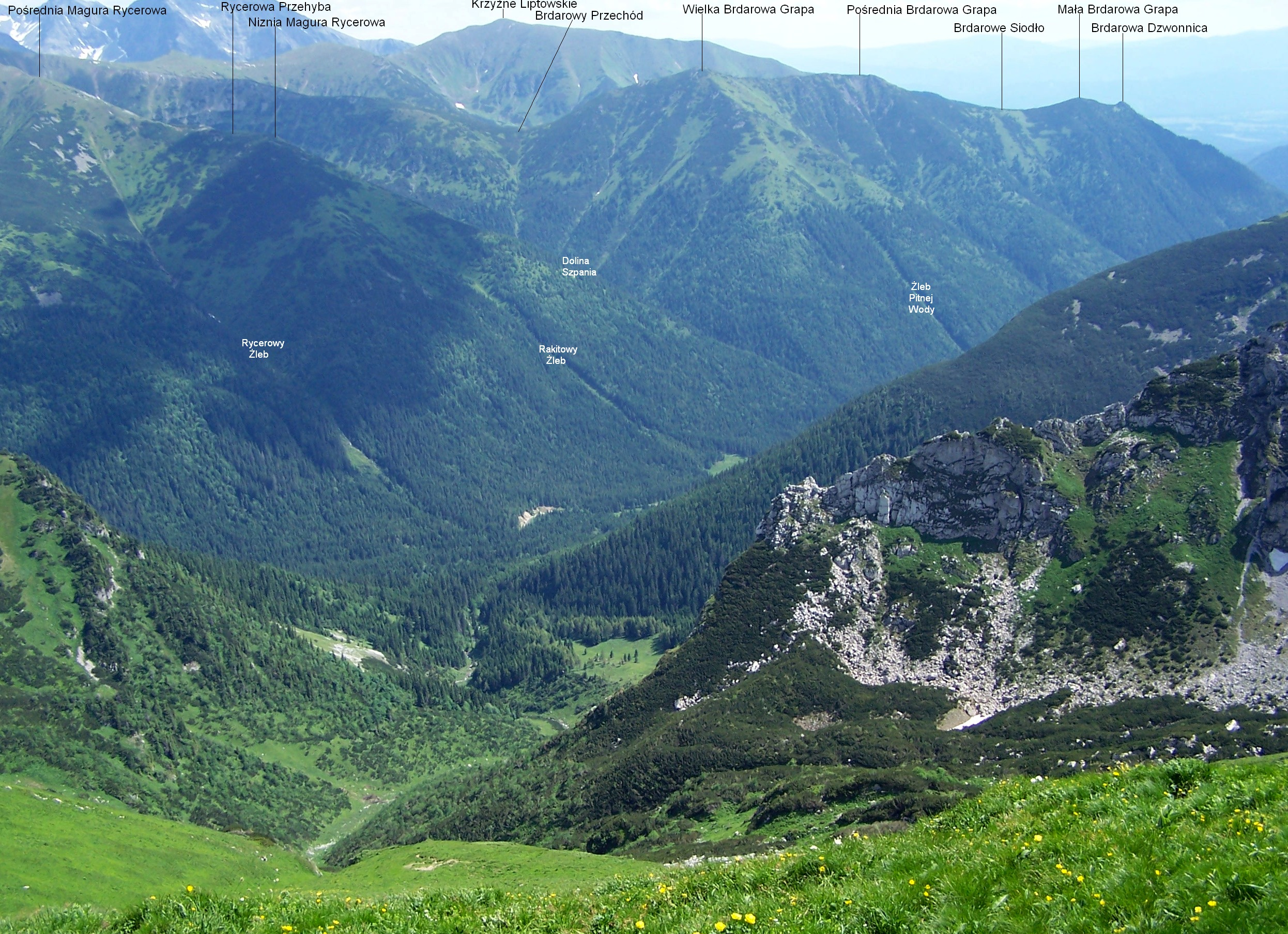
Widok z Kopy Kondrackiej na Rycerowy i Magurski Żleb